# JA全農北日本くみあい飼料
JA全農北日本くみあい飼料株式会社（ジェイエイぜんのうきたにほんくみあいしりょう）は、JA全農系列の飼料の製造販売会社。

## 概要
ホクレンくみあい飼料、JA東日本くみあい飼料、JA西日本くみあい飼料、ジェイエイ北九州くみあい飼料、南日本くみあい飼料と並ぶ地域別飼料会社の一つ。東北地方における飼料の製造及び販売事業を行い、東北地区ではトップシェアである。

## 沿革
- 1968年（昭和43年）2月 - 設立。
- 1997年（平成9年）10月1日 - 現社名に商号変更。
- 2004年（平成16年）10月 - 秋田工場および郡山工場を閉鎖。
- 2008年（平成20年）
  - 9月 - 酒田工場を閉鎖。
  - 12月 - 山形工場を閉鎖。

## 事業所

### 現行

#### 工場
- 八戸工場 -  青森県八戸市
- 石巻工場 -  宮城県石巻市

#### 支店・営業所
- 北東北支店- 岩手県矢巾町
- 青森営業所- 青森県八戸市
- 秋田営業所- 秋田県秋田市
- 岩手営業所- 岩手県矢巾町
- 南東北支店- 宮城県仙台市
- 宮城営業所- 宮城県仙台市
- 山形営業所- 山形県東根市
- 庄内営業所- 山形県鶴岡市
- 福島営業所- 福島県郡山市

#### 直営農場
- 三沢養鶏場（採卵鶏）- 青森県三沢市

- 藤沢牧場（和牛繁殖）- 岩手県一関市
- 秋田農場（養豚）- 秋田県横手市
- 岩手農場（養豚）- 岩手県矢巾町

### 過去
- 秋田工場 - 秋田県秋田市
- 山形工場 - 山形県山形市
- 酒田工場 - 山形県酒田市
- 郡山工場 - 福島県郡山市
- 花巻工場 - 岩手県花巻市